# Ford Nucleon
Ford Nucleon no Museu 
Alemão de Tecnologia (Berlim)
O Ford Nucleon foi um projeto da Ford para a criação de um carro movido a energia nuclear, um entre diversos outros modelos similares das décadas de 50 e 60. O conceito só foi demonstrado em um modelo de escala. O design não incluía um motor de combustão interna, mas um pequeno reator nuclear na parte traseira do veículo, baseando-se na premissa de que isto um dia tornaria-se possível pelo desenvolvimento de reatores cada vez menores. O modelo dependia de um motor a vapor, cujo calor era obtido através da fissão nuclear similar à utilizada nos submarinos nucleares.
O modelo do carro está em exposição no Museu Henry Ford em Dearborn, Michigan.

## Conceito
À época do lançamento do modelo inicial, a tecnologia nuclear era relativamente nova e acreditava-se que em breve as aplicações da fissão nuclear poderiam tornar-se compactas e baratas de tal forma que o combustível nuclear superaria a gasolina como fonte primária de energia para veículos nos Estados Unidos. A Ford considerava a hipótese de um futuro onde os postos de gasolina seriam substituídos por estações de recarregamento com serviço completo, e que o veículo poderia rodar até 8.000 km antes da substituição do reator. Devido a essa necessidade, previa-se também que os proprietários teriam múltiplas escolhas de reatores, tais como um modelo mais eficiente ou um de alta performance.

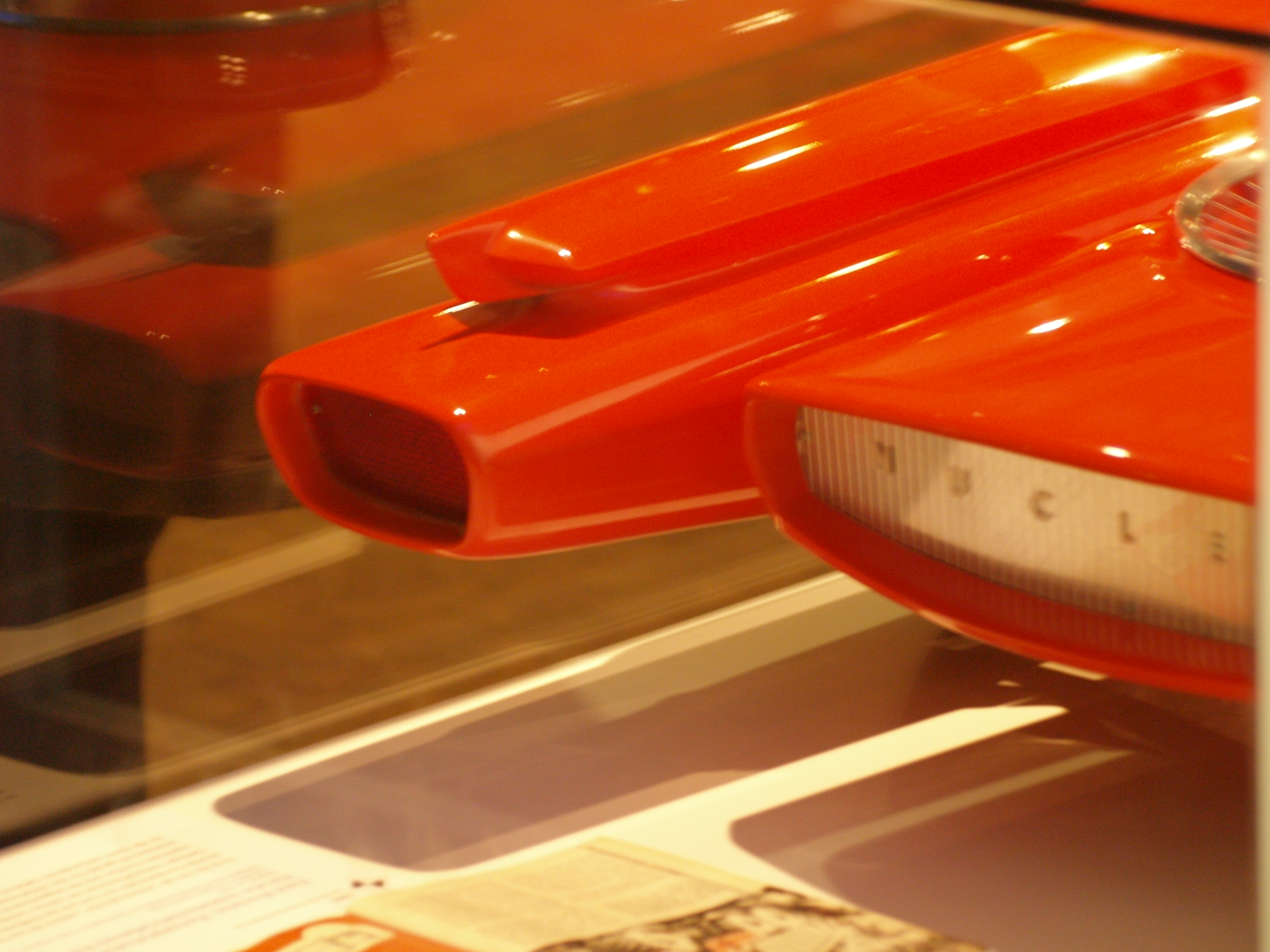
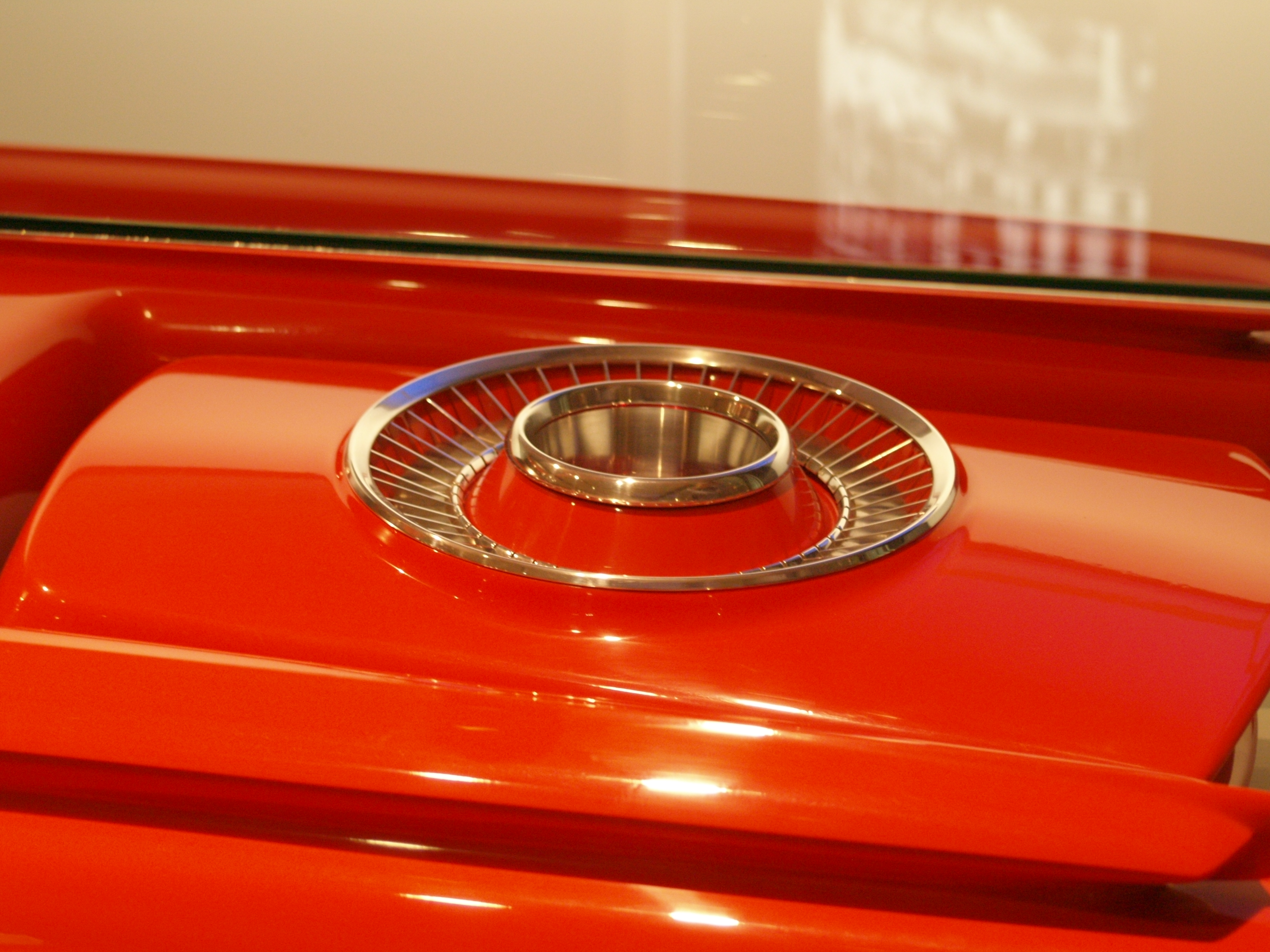
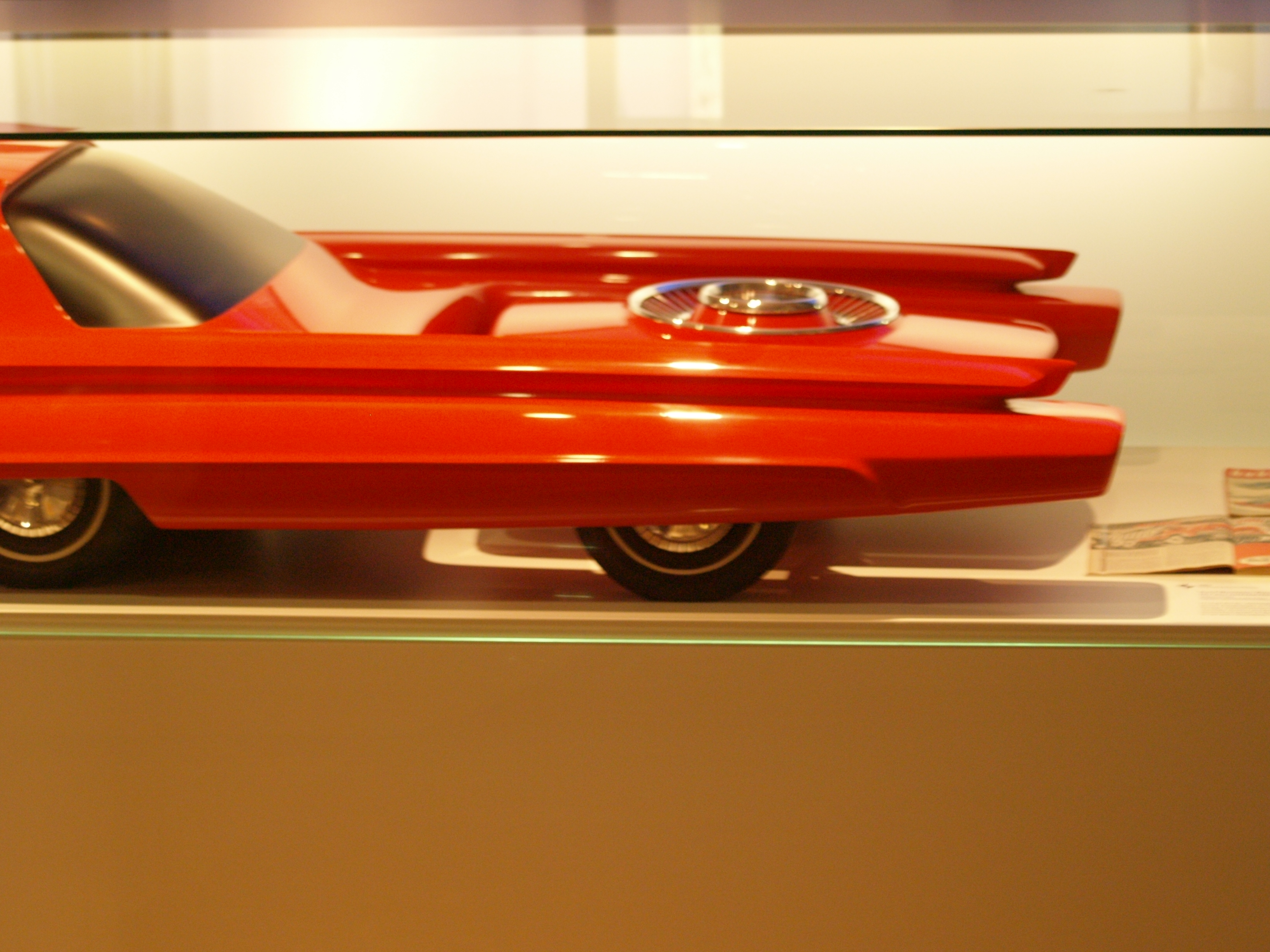
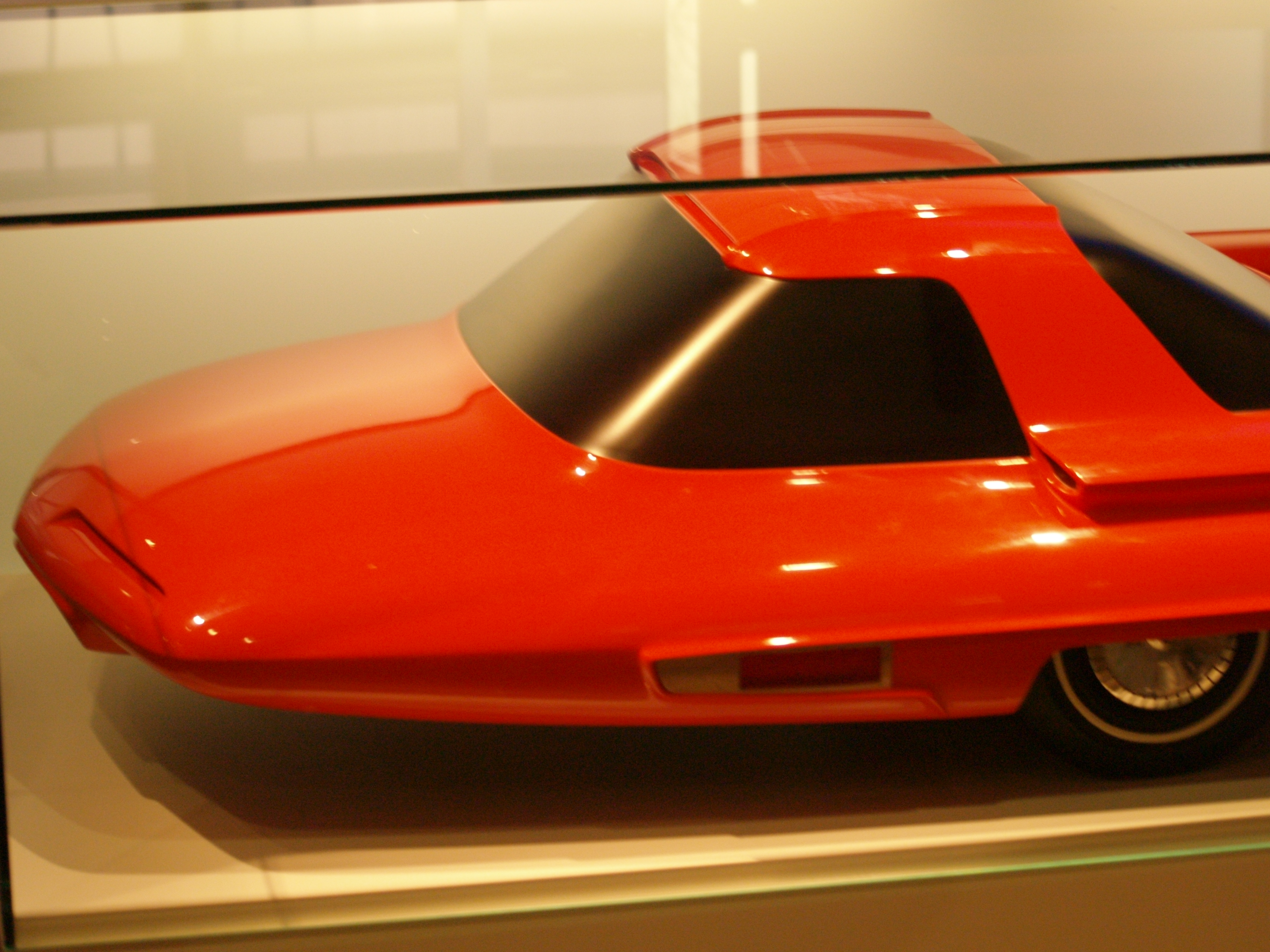

## Na cultura popular
O Nucleon é a inspiração para os carros nucleares na série de jogos Fallout. Os outdoors que aparecem no cenário descrevem o modelo fictício Chryslus Corvega como tendo um motor "Atomic V8". A visão do jogo é satírica, já que os carros explodem em uma nuvem de cogumelo e emitem radiação quando atingidos.